# 東興区
東興区（とうこう-く）は中華人民共和国四川省内江市に位置する市轄区。

## 行政区画
- 街道:東興街道、西林街道、新江街道、勝利街道、高橋街道
- 鎮:田家鎮、郭北鎮、高梁鎮、白合鎮、順河鎮、双才鎮、楊家鎮、椑木鎮、石子鎮、永興鎮、平坦鎮、双橋鎮、富渓鎮、永福鎮

## 交通
鉄道
- 中国鉄路総公司
  - 中国鉄路成都局集団公司
    - 成渝旅客専用線（内江北駅（中国語版））
    - 成渝線（椑木鎮駅（中国語版））

道路
高速道路
- 成渝高速道路（中国語版）
- 遂宜華高速道路（中国語版）（遂寧－内江区間）

国道
- G321国道

省道
- 206省道

## 健康・医療・衛生
- 四川省内江市第四人民医院
- 内江市東興区第二人民医院
- 内江市第二人民医院
- 東興区人民医院